# ویلمزلو
ویلمزلو (به انگلیسی: Wilmslow) یک شهرک و محله مدنی در بریتانیا است که در چشر شرقی واقع شده‌است. ویلمزلو ۲۴٬۴۹۷ نفر جمعیت دارد.